# Nasz System
Nasz System (znany także błędnie jako "Strefa") – polski system licytacyjny w grze w brydża oparty na bazie systemu Martens-Przybora.
Baza systemu to otwarcia ze starszych piątek w przedziale 12 - 21 PC, klasyczne 1BA, naturalne 1♦ oraz 1♣ naturalne, bądź sprzedające rękę zrównoważoną z siłą mniejszą lub większa niż na otwarcie 1BA.
W strefie środkowej Nasz System używa wielu gadżetów i sztucznych konwencji, często mających na celu znalezienie krótkości jeżeli został już uzgodniony fit w kolorze starszym.